# Мельцанский район
Мельцанский район — упразднённая административно-территориальная единица в составе Мордовской АССР, существовавшая в 1937—1962 годах. Административный центр — село Мельцаны.

## Население
По данным переписи 1939 года в Мельцанском районе проживало 24 848 чел., в том числе русские — 72,7 %, мордва — 23,3 %. По данным переписи 1959 года в районе проживало 19 207 чел.

## История
Вертелимский район был образован 10 мая 1937 года в составе Мордовской АССР. 28 августа 1938 года район был переименован в Мельцанский район.
По данным 1945 года район включал 14 сельсоветов: Вертелимский, Верякушинский, Говоровский, Ингенер-Пятинский, Ирсетьский, Краснопоселковский, Кулдымский, Лемдяйско-Майданский, Мельцанский, Ново-Александровский, Ново-Федоровский, Старо-Федеоровский, Темяшевский и Шигоньский.
14 декабря 1962 года Мельцанский район был упразднён, а его территория передана в Старошайговский район.

## Экономика
В районе имелись спиртозавод, электростанция, 2 машинно-тракторных станции, типография. Действовали 21 начальная, 6 неполных средних и 6 средних школ, 9 библиотек, 3 избы-читален, 14 клубов, амбулатория и 4 фельдшерско-акушерских пункта. Издавалась газета «Трибуна колхозника».